# Modicogryllus
Modicogryllus är ett släkte av insekter. Modicogryllus ingår i familjen syrsor.

## Dottertaxa tillModicogryllus, i alfabetisk ordning[1]
- Modicogryllus abrictos
- Modicogryllus algirius
- Modicogryllus alluaudi
- Modicogryllus amani
- Modicogryllus angustulus
- Modicogryllus arisanicus
- Modicogryllus aterrimus
- Modicogryllus badius
- Modicogryllus beibienkoi
- Modicogryllus bordigalensis
- Modicogryllus brincki
- Modicogryllus bucharicus
- Modicogryllus buehleri
- Modicogryllus castaneus
- Modicogryllus chivensis
- Modicogryllus chopardi
- Modicogryllus clarellus
- Modicogryllus concisus
- Modicogryllus confirmatus
- Modicogryllus conjunctus
- Modicogryllus consobrinus
- Modicogryllus conspersus
- Modicogryllus cyprius
- Modicogryllus debilis
- Modicogryllus densinervis
- Modicogryllus dewhursti
- Modicogryllus ehsani
- Modicogryllus elgonensis
- Modicogryllus extraneus
- Modicogryllus facialis
- Modicogryllus flavus
- Modicogryllus frontalis
- Modicogryllus garriens
- Modicogryllus guanchicus
- Modicogryllus imbecillus
- Modicogryllus jagoi
- Modicogryllus kenyensis
- Modicogryllus kirschii
- Modicogryllus kivuensis
- Modicogryllus latefasciatus
- Modicogryllus laticeps
- Modicogryllus lefevrei
- Modicogryllus luteus
- Modicogryllus maculatus
- Modicogryllus maliensis
- Modicogryllus massaicus
- Modicogryllus meruensis
- Modicogryllus minimus
- Modicogryllus minutus
- Modicogryllus miser
- Modicogryllus mombasae
- Modicogryllus mulanje
- Modicogryllus nandi
- Modicogryllus ngamius
- Modicogryllus nitidus
- Modicogryllus ornatus
- Modicogryllus pafuri
- Modicogryllus pallipalpis
- Modicogryllus pallipes
- Modicogryllus parilis
- Modicogryllus perplexus
- Modicogryllus pseudocyprius
- Modicogryllus regulus
- Modicogryllus rehni
- Modicogryllus rotundipennis
- Modicogryllus segnis
- Modicogryllus semiobscurus
- Modicogryllus serengetensis
- Modicogryllus siamensis
- Modicogryllus signifrons
- Modicogryllus signipes
- Modicogryllus smolus
- Modicogryllus syriacus
- Modicogryllus theryi
- Modicogryllus tikaderi
- Modicogryllus tripunctatus
- Modicogryllus truncatus
- Modicogryllus ullus
- Modicogryllus uncinatus
- Modicogryllus vaginalis
- Modicogryllus walkeri
- Modicogryllus vaturu
- Modicogryllus vicinus
- Modicogryllus vitreus
- Modicogryllus vittatifrons
- Modicogryllus volivoli
- Modicogryllus zinzilulans
- Modicogryllus zolotarewskyi